# 徐維琛
徐維琛（1920年3月19日—），山東省掖縣人，中國國民黨革命委員會成員，南京大學畢，與溥儀的表弟安矛良、何立人（何成文）、方錚皆好友。
安矛良為中國共產黨員，曾任蔣經國秘書，戰後辭職加入李濟琛陣營，曾協助策反傅作義，1948年派遣徐維琛、何立人、方錚三人在台活動策反海軍艦艇將領。1950年5月5月1日，何立人因持有海軍將領清冊落入情治人員手中而遭到追查審訊，導致方錚、徐維琛遭逮捕，徐維琛因加入叛亂組織遭判刑12年，何立人、方錚則因持有與提供海軍將領清冊，依引用顛覆國家並著手施行之罪名火速判處死刑，本案為懲治叛亂條例實施後最早之肅清匪諜案件，1950年6月1日槍決於馬場町。
徐維琛尤軍法處移送新店安坑軍人監獄受刑期間，因涉入台灣軍人監獄在監馬時彥叛亂案而加判感化教育三年。

## 平反
2019年5月30日，促進轉型正義委員會第四批平反，依據促轉會第23次、第24次、第26次委員會議決議，撤銷受難者徐維琛君等2006人之刑事有罪判決暨其刑，其中(38)安潔字第 2312號/(47)警審更字第1號，有關徐維琛意圖以非法之方法顛覆政府而著手實行之有罪判決暨其刑及沒收之宣告正式撤銷